# Roman Mityukov
Roman Mityukov (30 juli 2000) is een Zwitsers zwemmer.

## Carrière
In 2015 nam hij deel in Tbilisi aan het Europees Jeugd Olympische festival waar hij niet voorbije de voorrondes geraakte. In 2017 nam hij deel aan het EK voor junioren met als beste resultaat een negende plaats op de 200m rugslag. In 2018 nam hij opnieuw deel aan het EK voor junioren, hij haalde een bronzen medaille op de 200m rugslag. In 2019 nam hij voor het eerst deel aan het WK langebaan met als beste resultaat een 13e plaats op de 200m rugslag. 
In 2021 nam hij deel aan de Olympische Zomerspelen waar hij 13e werd in de 200m rugslag en 16e op de 100m vrije slag. Daarnaast behaalde hij ook nog een zesde plaats in de finale met de Zwitserse ploeg op de 4x200m vrije slag. Op het EK langebaan van dat jaar behaalde hij een bronzen medaille op de 200m rugslag en werd achtste op de 100m vrije slag. Het WK kortebaan van dat jaar was geen succes enkel met de Zwitserse ploeg werd een finale gehaald. Op het WK langebaan in 2022 werd hij zevende in de finale van de 200m rugslag.

## Internationale toernooien
| Jaar | Olympische Spelen                                                               | WK langebaan | WK kortebaan | EK langebaan | EK kortebaan                              |
| ---- | ------------------------------------------------------------------------------- | --- | --- | --- | ----------------------------------------- |
| 2019 |                                                                                 | 28e 100m rugslag 13e 200m rugslag 19e 4x100m vrije slag 18e 4x100m wisselslag 11e 4x100m vrije slag gemengd 13e 4x100m wisselslag | | | geen deelname                             |
| 2020 | Geen toernooien vanwege de coronapandemie                                       | Geen toernooien vanwege de coronapandemie                                                                                         | Geen toernooien vanwege de coronapandemie | Geen toernooien vanwege de coronapandemie                                                                                   | Geen toernooien vanwege de coronapandemie |
| 2021 | 16e 100m vrije slag 13e 200m rugslag 14e 4x100m vrije slag 6e 4x200m vrije slag | | 22e 100m vrije slag 23e 100m rugslag 18e 200m rugslag 27e 100m wisselslag 8e 4x50m vrije slag 7e 4x100m vrije slag 8e 4x50m vrije slag gemengd DSQ 4x50m wisselslag gemengd | 8e 100m vrije slag · 10e 100m rugslag · 200m rugslag · 6e 4x100m vrije slag · DSQ 4x200m vrije slag · DSQ 4x100m wisselslag | geen deelname                             |
| 2022 |                                                                                 | 20e 100m vrije slag 16e 200m vrije slag 7e 200m rugslag                                                                           | Geen deelname | 10e 50m rugslag 4e 100m rugslag 4e 200m rugslag 4e 4x200m vrije slag                                                        |                                           |
| 2023 |                                                                                 | 31e 50m rugslag · 10e 100m rugslag · 200m rugslag · 14e 4x200m vrije slag · 15e 4x100m wisselslag                                 | | | geen deelname                             |
| 2024 | 17e 100m rugslag · 200m rugslag · 14e 4x100m wisselslag                         | 6e 100m rugslag · 200m rugslag | 40e 100m vrije slag 30e 100m rugslag 20e 200m rugslag 10e 4x100m wisselslag                                                                                                 | 200m rugslag |                                           |
| 2025 |                                                                                 | ? | | | ?                                         |